# Hrádok (637 m)
Hrádok (637 m) –  szczyt w regionie Hromoviec na Słowacji. Wznosi się w grzbiecie łączącym grzbiet Hromovca z Górami Czerchowskimi. Najbliższe wzniesienie tych gór to bezleśny Beskydok (729 m). Przez bezleśną przełęcz między Beskydokiem a Hrádokiem prowadzi droga krajowa nr 68 (odcinek z Ľubotína do Lipan). Hrádok jest z niej widoczny.
Słowackie słowo  hrádok oznacza po polsku gródek (zdrobnienie słowa gród). Hradok to niewielkie, ale dobrze wyodrębnione wzniesienie. Jest całkowicie porośnięty lasem. U jego południowych podnóży, w dolinie potoku Putnov znajduje się niewielka osada Putnov. Prowadzi przez nią szlak turystyczny.